# Richard H. Whiting

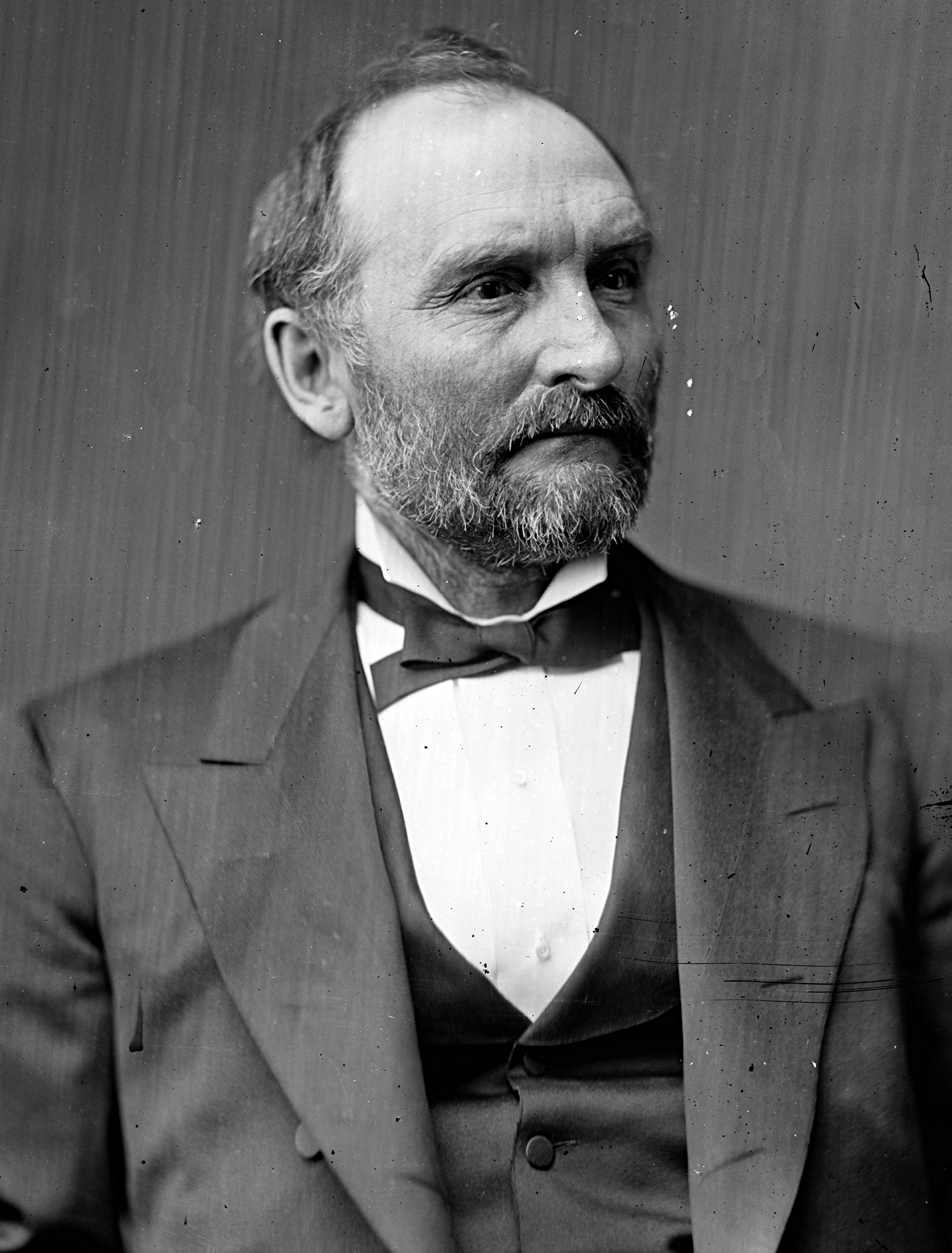
Richard H. Whiting

Richard Henry Whiting (* 17. Januar 1826 in West Hartford, Connecticut; † 24. Mai 1888 in New York City) war ein US-amerikanischer Politiker. Zwischen 1875 und 1877 vertrat er den Bundesstaat Illinois im US-Repräsentantenhaus.

## Leben
Richard Whiting besuchte die öffentlichen Schulen seiner Heimat. Im Jahr 1850 zog er nach Altona in Illinois und 1860 nach Galesburg, wo er ein Gaswerk erbaute. Während des Bürgerkrieges war er Zahlmeister der Freiwilligen im Heer der Union. Zwischen 1870 und 1875 arbeitete er für die Steuerbehörde im fünften Finanzbezirk von Illinois. Politisch wurde er Mitglied der Republikanischen Partei.
Bei den Kongresswahlen des Jahres 1874 wurde Whiting im neunten Wahlbezirk von Illinois in das US-Repräsentantenhaus in Washington, D.C. gewählt, wo er am 4. März 1875 die Nachfolge von Granville Barrere antrat. Da er im Jahr 1876 auf eine weitere Kandidatur verzichtete, konnte er bis zum 3. März 1877 nur eine Legislaturperiode im Kongress absolvieren.
Im Juni 1884 nahm Whiting als Delegierter an der Republican National Convention in Chicago teil. Er starb am 24. Mai 1888 in New York und wurde in Peoria beigesetzt. Sein Neffe Ira Clifton Copley (1864–1947) wurde ebenfalls Kongressabgeordneter für Illinois; sein Enkel war der Komponist und Liedtexter Richard A. Whiting.